# Eleccions legislatives búlgares de 1945
Les eleccions legislatives búlgares de 1945 se celebraren el 18 de novembre de 1945 i foren les primeres eleccions democràtiques celebrades a Bulgària després de la Segona Guerra Mundial i les últimes abans de l'establiment del règim comunista. Es produí un empat entre els comunistes i els agraris. Es formà un govern interí dirigit per Kimon Georgiev, de la Unió Política Zveno com a primer ministre de Bulgària. Els comunistes, però, forçarien unes noves eleccions al cap d'onze mesos per tal d'imposar-se definitivament al poder.

## Resultats
| Partit                              | Nombre d'escons | % de vots |
| ----------------------------------- | --------------- | --------- |
| Partit dels Treballadors Búlgars    | 94              | 34,1      |
| Unió Popular Agrària Búlgara        | 94              | 34,1      |
| Unió Nacional "Zveno"               | 44              | 15,9      |
| Partit Socialdemòcrata Obrer Búlgar | 31              | 11,2      |
| Partit Radical                      | 11              | 4,0       |
| Independents                        | 2               | 0,7       |
| Total                               | 276             | 100       |